# Gavin Williams (Fußballspieler)
Gavin Williams (* 20. Juli 1980 in Merthyr Tydfil, Wales) ist ein ehemaliger walisischer Fußballspieler, der auf die rechte Mittelfeldposition spezialisiert war.

## Vereinskarriere
Die erste Station des Walisers war Hereford United, wo er 1997 seine Fußballkarriere begann. Im Jahr 2002 wechselte er ablösefrei zu Yeovil Town. West Ham United verpflichtete ihn zwei Jahre später. Im Winter 2006 wechselte Williams zu Ipswich Town, von wo er 2008 zu Bristol City ging. Im Dezember 2013 wechselte er zu Merthyr Town, seinem Heimatverein. Dort übernahm er im Frühjahr 2014 die Position als Assistenzcoach und Spielertrainer unter dem neuen Vereinsmanager Steve Jenkins.

## Nationalmannschaft
2005 gab er sein Debüt in der walisischen Nationalmannschaft in einem Spiel gegen Slowenien. Er absolvierte die zweite Halbzeit. Das Spiel endete 0:0 unentschieden. Sein zweiter Einsatz erfolgte in einem Freundschaftsspiel gegen Zypern. Die 45 Minuten Spielzeit, die Williams auf dem Platz stand, waren sein letzter Einsatz für die Nationalmannschaft. Wales verlor dieses Spiel mit 0:1.